# Gnophos sphalera
Gnophos sphalera là một loài bướm đêm trong họ Geometridae.